# Nöttingen

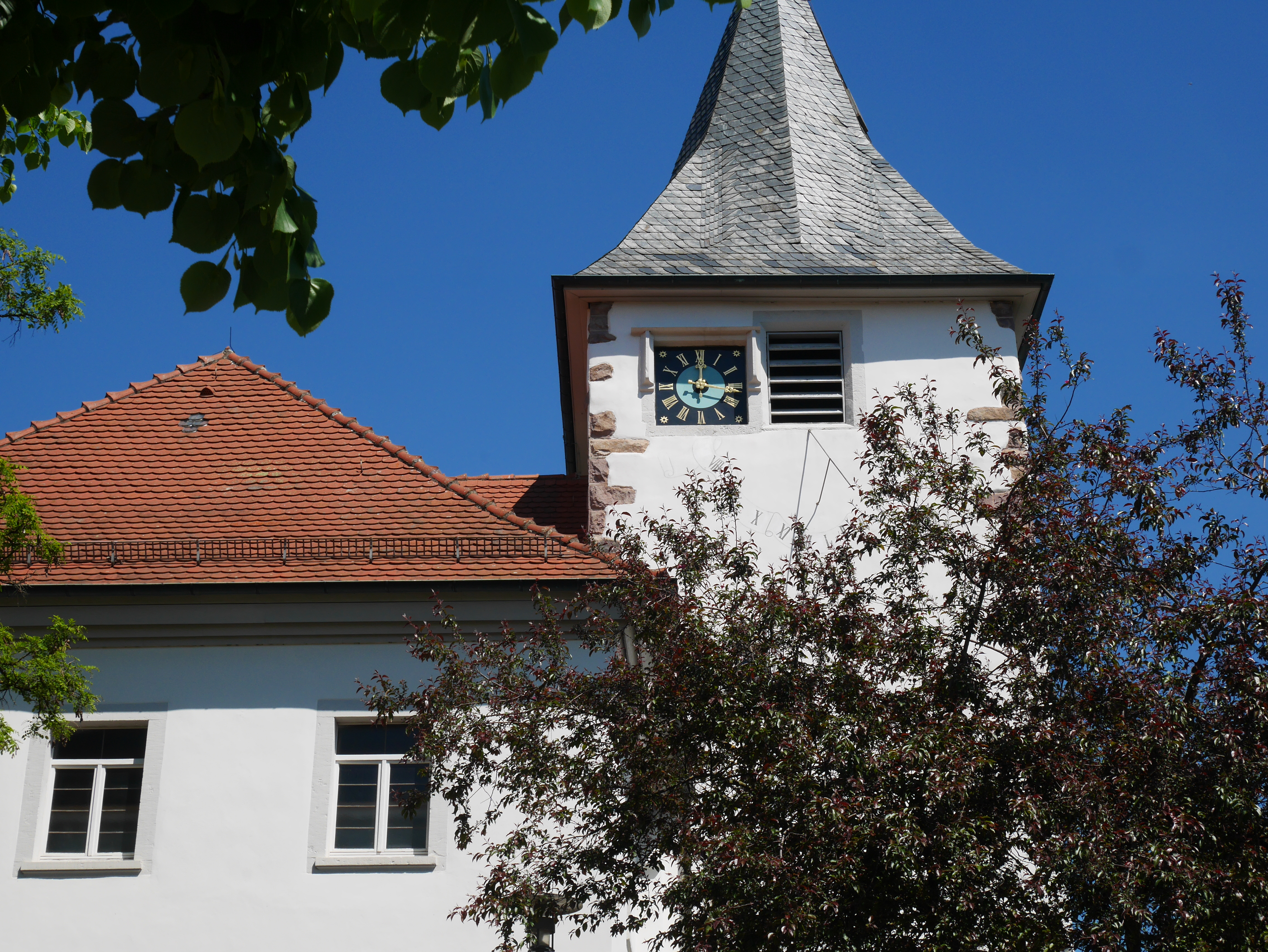
Nöttingen St. Martin Süd

Nöttingen ist ein Ortsteil der südwestdeutschen Gemeinde Remchingen im Enzkreis und liegt genau zwischen Pforzheim und Karlsruhe, weshalb der Ort in der Geschichte ein wichtiger Durchgangspunkt war. Zeugnis davon gibt die Kirche St. Martin. Bis zur Gemeindereform, die am 1. Januar 1975 in Kraft trat, war Nöttingen gemeinsam mit dem kleinsten Ortsteil Darmsbach und den Häusern Dietenhäuser Mühle eine eigenständige Gemeinde. Heute leben 2500 Menschen in dem Ort.

## Kultur und Sehenswürdigkeiten

### Martinskirche
Die erste urkundliche Erwähnung der Martinskirche in Nöttingen erfolgte im Jahr 1170. Der Kirchturm ist auf Resten eines römischen Wachturms gebaut, ein Hinweis, dass der Ort Nöttingen schon zur Römerzeit besiedelt war. Das Martinspatrozinium weist auf den bevorzugten fränkischen Heiligen in der Zeit vom 7.–9. Jh. (vgl. St. Martin in der Altstadt von Pforzheim) hin. Die Martinskirchen wurden wie hier meist an der Stelle gallo-römischer Heiligtümer oder auf den Grundmauern von Profanbauten errichtet. 1609 wurde die Kirche umgestaltet und vergrößert und 1785 nochmals erweitert. Bei einer Instandsetzung der Kirche 1936 wurde besonders der Chorraum renoviert und umgestaltet. Die heute wieder frei gelegten Eckquader und die farbliche Absetzung der Fenstergewände sind wie die Sonnenuhr nach historischem Vorbild 2006 wieder hergestellt worden. Die Nöttinger Kirche gilt als älteste Kirche im Raum.

## Sport
Der lokale Fußballverein FC Nöttingen spielte in der Saison 2004/05 in der damals drittklassigen Regionalliga Süd, nach mehreren Jahren in der Oberliga Baden-Württemberg kehrte Nöttingen zur Spielzeit 2014/15 in die Regionalliga, nunmehr die vierte Liga im deutschen Ligasystem, zurück, stieg aber sofort wieder ab. 2016/17 trat man erneut in der Regionalliga an, es folgte der erneute Abstieg. Die Spielstätte ist die Kleiner Arena.
Die Trampolinabteilung des Turnverein Nöttingen tritt in der Trampolin-Bundesliga an, die Turnerabteilung bildet mit dem TB Wilferdingen eine Turnergemeinschaft in der Oberliga Baden-Württemberg.